# 格莱恩施泰滕
格莱恩施泰滕是奥地利施蒂利亚州莱布尼茨县的一个市镇。总面积8.34平方公里，总人口1526人，人口密度183.0人/平方公里（2005年）。